# Katastrofa lotu Air Moorea 1121
Katastrofa lotu Air Moorea 1121 – katastrofa lotnicza mająca miejsce 9 sierpnia 2007 roku, w przesmyku między wyspami Tahiti i Moorea. Zginęło 20 osób znajdujących się na pokładzie samolotu; 19 pasażerów i pilot.

## Samolot
Samolotem, który obsługiwał ten feralny lot, był DHC-6 Twin Otter wyprodukowany przez kanadyjską firmę De Havilland Canada. DHC-6 Twin Otter był nazywany przez pilotów Air Moorea Podniebnym Jeppem. Samolot, który się rozbił, pierwszy raz wzbił się w powietrze w 1979 roku i do czasu katastrofy miał wylatane 30833 godzin.

## Przebieg lotu
Samolot wystartował z lotniska na wyspie Moorea. Gdy przelatywał nad przesmykiem pomiędzy wyspami Tahiti i Moorea, osiągnąwszy 120 m n.p.m. zaczął pikować. Samolot rozbił się o powierzchnię wody 2 minuty po starcie.

## Akcja ratunkowa
Zaraz po zderzeniu samolotu z wodą rybacy z wysp Tahiti i Moorea ruszyli na pomoc pasażerom. Mimo szybkiej akcji ratunkowej znaleziono tylko ciała 19 pasażerów i pilota - nikt nie przeżył katastrofy.

## Śledztwo
Polinezja Francuska jest terytorium zamorskim Francji, dlatego też sprawę przejęli francuscy śledczy z organizacji BEA. Gdy przybyli na miejsce, chcieli odnaleźć czarne skrzynki samolotu, które, jak się okazało, znajdowały się na głębokości 650 metrów. Gdy śledczy czekali na statek ze specjalistycznym sprzętem, ustalili, że samolot leciał 120 m n.p.m. i zaczął pikować. Śledczy wiedzieli także, że lotnisko nie było wyposażone w radar, którego zapis mógłby rzucić trochę światła na tajemnice lotu 1121. Gdy czarne skrzynki samolotu nie pomogły w poznaniu przyczyn katastrofy, śledczy zaczęli wydobywać resztę wraku lotu 1121. W czasie wydobywania elementów znaleziono 4 cięgna sterowania. Trzy cięgna pękły w czasie zderzenia z wodą, czwarte cięgno w czasie lotu.

## Przyczyny katastrofy
Śledczy ustalili, że cięgno nowego typu, użyte do tego samolotu, nie było przystosowane do tak krótkich tras. W dzień przed katastrofą cięgno było zużyte w 50℅, do tego doszło uszkodzenie statecznika pionowego przez startujące z lotniska Papeete odrzutowce. Poważnie uszkodzone cięgno wytrzymało lot z wyspy Tahiti na wyspę Moorea i ponowny start z wyspy Moorea. Gdy pilot osiągnął 120 metrów, nos samolotu opadł. W tej chwili pilot pociągnął wolant, co spowodowało zerwanie się cięgna, czego skutkiem była utrata przez pilota możliwości sterowania samolotem.